# Нежуріна Світлана Володимирівна
Світлана Володимирівна Нежуріна (нар. 10 листопада 1986) — українська футболістка, півзахисниця.

## Життєпис
Футбольну кар'єру розпочала в харківському «Арсеналі». Вперше до заявки на чемпіонат України потрапила в 2001 році, проте на футбольне поле того року так і не вийшла. Дебютувала ж у Вищій лізі наступного сезону. Востаннє у складі харківського колективу зіграла 1 серпня 2008 року в переможному (11:0) виїзному поєдинку Вищої ліги проти «Южанки». Світлана вийшла на поле на 63-й хвилині, замінивши Оксану Пожарську. Триразова чемпіонка України, п'ятиразова володарка кубку України. У чемпіонаті України за «Житлобуд-1» зіграла 24 матчі та відзначилася 2-а голами.

## Досягнення
«Житлобуд-1»
- Чемпіон України
  -  Чемпіон (3): 2003, 2006, 2008
  -  Срібний призер (2): 2002, 2007

- Кубок України
  -  Володар (5): 2003, 2004, 2006, 2007, 2008
  -  Фіналіст (2): 2002, 2005